# Louise Dolan
Louise Ann Dolan , née le 5 avril 1950, est une physicienne mathématicienne américaine et professeure de physique à l'université de Caroline du Nord à Chapel Hill. Elle effectue des recherches en physique théorique des particules, théories de jauge, gravité et théorie des cordes, et est généralement considérée comme l'une des plus grandes expertes mondiale dans ce domaine. Ses travaux sont à l'avant-garde de la physique des particules actuelle.

## Biographie
Après avoir obtenu son diplôme de physique au Wellesley College en 1971, elle reçoit une bourse Fulbright et étudie à l'université de Heidelberg, en Allemagne. Elle obtient son doctorat en physique théorique au Massachusetts Institute of Technology en 1976 et obtient une bourse de la Harvard Society of Fellows de l'université Harvard de 1976 à 1979. Elle rejoint ensuite l'université Rockefeller à New York en tant qu'associée de recherche, puis est promue professeure adjointe en 1980, puis professeure associée en 1982. En 1990, Dolan rejoint la faculté de l'université de Caroline du Nord au département de physique et d'astronomie, pour occuper enfin le poste de professeure distinguée de l'université.

## Travaux
Louise Dolan est responsable de plusieurs découvertes importantes qui ont fait progresser l'étude de la physique des particules élémentaires. Ses travaux ont révolutionné la théorie des cordes, et elle est considérée comme l'une des pionnières de ce domaine.
En 1974, elle est co-autrice de l'article « Symmetry Behavior at Finite Temperature », article qui devient une partie du fondement de l'analyse quantitative des transitions de phase de l'univers primitif dans les théories cosmologiques et est largement reconnu comme un travail fondateur de ce domaine. En 1981, elle est la première à utiliser les algèbres de Lie affines en physique des particules et ses contributions importantes à la théorie des cordes incluent les symétries dans la théorie des supercordes de type II et également dans les structures intégrables des théories de jauge non abéliennes super-conformes.

## Prix
- 1971 : Bourse d'études Wellesley Alumnae[1]
- 1971 : Bourse Woodrow Wilson[1]
- 1987 : Fellow de la Société américaine de physique[4]
- 1987 : Prix Maria Goeppert-Mayer de la Société américaine de physique
- 1988 : Bourse Guggenheim[5]
- 2004 : Prix Wellesley College Alumnae Achievement Award[6]

## Publications importantes
Dolan est l'autrice de plus d'une quarantaine de publications scientifiques dont :
- Kac-Moody Algebra is Hidden Symmetry of Chiral Models, Phys. Rev. Lett., Band 47, 1981, p. 1371
- Kac-Moody-Algebras and exact solvability in hadronic physics, Physics Reports, Vol 109, 1984, p. 1–94
- avec R. Bluhm, Peter Goddard: A new method for incorporating symmetry into superstring theory, Nuclear Physics B, vol 289, 1987, p. 364
- avec Goddard, Montague: Conformal field theory and twisted vertex operators, Nuclear Physics B, vol 338, 1990, p. 529–601
- avec Goddard, P. Montague: Conformal Field Theory, Triality, and the Monster Group, Phys. Lett. B, vol 236, 1990, p. 165
- Gauge Symmetry in Background Charge Conformal Field Theory, Nuclear Physics B, Band 489, 1997, S. 245
- The Beacon of Kac-Moody-Symmetry for Physics, Notices AMS, décembre 1995